# Parki narodowe na Litwie
Obecnie na terytorium Litwy znajduje się 5 parków narodowych. Zostały one założone w 1991 roku, zaraz po uzyskaniu niepodległości przez Litwę od ZSRR w roku 1990. Jedyny park narodowy Litewskiej SRR założony w 1974, został reorganizowany i przemianowany na Auksztocki Park Narodowy (Aukštaitijos nacionalinis parkas). Obecnie parki narodowe zajmują 2,3% litewskiego terytorium.
| Nazwa polska                     | Nazwa litewska                      | Rok założenia | Powierzchnia (km²) | Rejon                             | Region etnograficzny |
| -------------------------------- | ----------------------------------- | ------------- | ------------------ | --------------------------------- | -------------------- |
| Auksztocki Park Narodowy         | Aukštaitijos nacionalinis parkas    | 1974          | 406                | ignaliński, uciański, święciański | Auksztota            |
| Dzukijski Park Narodowy          | Dzūkijos nacionalinis parkas        | 1991          | 559                | orański                           | Dzukia               |
| Park Narodowy Mierzei Kurońskiej | Kuršių nerijos nacionalinis parkas  | 1991          | 264                | Nerynga                           | Litwa Mniejsza       |
| Trocki Historyczny Park Narodowy | Trakų istorinis nacionalinis parkas | 1991          | 82                 | trocki                            | Dzukia               |
| Żmudzki Park Narodowy            | Žemaitijos nacionalinis parkas      | 1991          | 217                | płungiański                       | Żmudź                |